# Olorun
Olorun è la divinità suprema e creatore della popolazione africana Yoruba.

## Storia
Il suo nome significa, etimologicamente ed è secondo questa mitologia, "Il signore del cielo" (olo="signore" e orun= "cielo"). È il dio della pace, dell'armonia e della purezza. È associato al colore bianco e controlla tutto ciò che ha questo colore, come le ossa, il cervello e le nuvole. Olorun creò l'universo, fissò il giorno e la notte, ordinò le stagioni e stabilì il destino degli uomini. Non si occupa direttamente degli affari umani a causa del fatto che la sua potenza sarebbe troppo grande e potrebbe inavvertitamente distruggere ogni essere umano che incontrasse. A tal proposito Olorun è anche colui che introdusse la morte per gli uomini: un tempo essi infatti non morivano ma crescevano fino a diventare altissimi, poi iniziavano ad invecchiare diventando sempre più piccoli e deboli; dato che la massa di questi esseri era diventata enorme, gli uomini chiesero a Olorun di liberarli da una vita troppo lunga, ed è per questo che i vecchi muoiono.

## Struttura gerarchica divina
Nel pantheon degli Yoruba, costituito da circa 1 700 divinità, la carica di Olorun può essere descritta come "capo dei capi dei sacri misteri della alta corte del paradiso", in questo compito ha un braccio destro in Ofun che è l'unico tra i 16 Odu dell'Ifa che viene chiamato Hepa. È il padre di Odudua e Obatala. Appena sotto Olorun nella gerarchia dei cieli c'è Eleda.
Dalla sua energia sprigionarono gli irunmale che sono suddivisi in orisha (energie mascoline) ed ebora (energie femminee). Olorun non ha né templi né culti propri, e gli esseri umani non possono menzionare il suo nome. Gli irunmale sono gli intermediari tra esso e gli esseri umani.

## Olorun nella Santeria
Nella Regla de Ocha o Santeria, forma religiosa di fusione tra rito cattolico e mitologia yoruba, sviluppata nell'America Latina, olorun fa parte della trilogia di Orishas Olofi-Oloddumare-Olorun che è identificata con la Trinità.

## Altri nomi con cui è conosciuto
- Ogus
- Olofin-Orun (signore del cielo)
- Olodumare (onnipotente)
- Yansan